# Regel der vorletzten Silbe
Die Regel der vorletzten Silbe (priešpaskutinio skiemens taisyklė) regelt in der Litauischen Sprache die Betonung bestimmter Wortformen.
Formen, die dieser Regel genügen, betonen den Wortstamm genau dann, wenn die vorletzte Silbe unbetont ist oder den Stoßton trägt. Erhielte bei Betonung des Wortstammes die vorletzte Silbe den Schleifton oder wäre kurz betont, so wird stattdessen die Endung betont.
Diese Regel betrifft:
- den Akkusativ Plural aller Substantive, Adjektive und Pronomina
- den Instrumental Singular der Substantive der 1., 2. und 5. Beugungsklasse, aller Adjektive und Pronomina
- den Nominativ und Akkusativ Dual
- die 1. und 2. Person Singular aller Verben in Gegenwart oder einmaliger Vergangenheit

Vergleiche die Formen der Verben di̇̀rbti (3. Person Präsens di̇̀rba) und gyvénti (gyvẽna) im Präsens:
| 1. Person Sg. | di̇̀rbu | gyvenù |
| 2. Person Sg. | di̇̀rbi | gyveni̇̀ |
| 3. Person Sg. | di̇̀rba | gyvẽna |

Die Regel der Vorletzten Silbe verbietet dabei die Form *gyvẽnu, lässt jedoch di̇̀rbu zu, da die vorletzte Silbe stoßtönig ist. (Der Gravis bezeichnet hier den Stoßton, nicht den kurzen Ton, wie im Abschnitt Tonzeichen des Artikels über das litauische Alphabet erläutert wird.)
Zuweilen unterscheiden sich zwei Wortformen nur durch ihre Betonung, z. B. tùri „er hat“ und turi̇̀ „du hast“; tramvãjus „die Straßenbahn (Nominativ)“ und tramvajùs „die Straßenbahnen (Akkusativ)“. In diesen Beispielen ist die jeweils zweite Form wegen der Regel der vorletzten Silbe endbetont. Es gibt jedoch auch Wörter, bei denen die Regel der vorletzten Silbe die Endbetonung verbietet, z. B. kann der Akkusativ Plural von sūnùs „der Sohn“ nur sū́nus lauten, da die vorletzte Silbe hier den Stoßton trägt.